# Floris 4. af Holland
Floris IV (24. august 1210 - 19. juli 1234) var greve af Holland og Zeeland fra 1222 til 1234.
Han var søn af Vilhelm I og Aleid fra Gelre.
I 1222 efterfulgte Floris IV sin far. I de første måneder, indtil han fyldte tolv år, var han under formynderskab af grev Boudewyn af Bentheim. Floris IV giftede sig med Machteld af Brabant (Mathilde von Brabant) omkring 1224 i Antwerpen. Machteld var 14 år gammel på tidspunktet for forlovelsen, datter af hertug Heinrich I. og kort før blevet enke efter Pfalzgreve Heinrich VI. Parret fik 4 børn:
- Wilhelm II. (født 1228, død 28. Januar 1256), greve af Holland og tysk-romersk konge
- Florens der Vogt (født ca. 1228, død 24. marts 1258 i Antwerpen)
- Adelheid af Holland (født ca. 1234; død 1284), også Adelheid af Avesnes, arving til Holland-Zeeland og 1258–1263 regent, gift 1246 med greve Johann I. af Avesnes og Hennegau (født april 1218, død 24. december 1257)
- Margarete af Henneberg (født 1234, død 26. marts 1276), gift 1249 med greve Hermann I. af Henneberg-Coburg (født 1224, død 1290)

Floris var i sin regenttid konstant i konflikt med biskoppen af Utrecht, Otto II af Lippe, men støttede dog denne mod bønderne i Drenthe i 1227. Floris kæmpede mod befolkningen i Stedingen nord for Bremen i 1234.
Floris IV udvidede sit territorium med Heusden og Altena. Han døde ved en turnering i Corbie i Frankrig den 19. juli 1234. Han blev begravet i Rijnsburg kloster i Rhinlandet.